# Lepismatidae
Lepismatidae är en insektsfamilj, inom ordningen silverborstsvansar (Zygentoma), vilken bland annat omfattar silverfiskarna. Familjen består av primitiva, vinglösa insekter med spolformiga fjällförsedda kroppar med tre stjärtspröt.

## Systematik
Lepismatidae tillhör ordningen Zygentoma, kallad fjällborstsvansar eller silverborstsvansar på svenska, vilken tidigare bar det vetenskapliga namnet Thysanura. Ordningen, vars mest typiska drag är deras tre långa stjärttrådar omfattar de tre familjerna Lepidotrichidae, Nicoletiidae och Lepismatidae.
Tillsammans med hoppborstsvansarna, anses fjällborstsvansarna, inklusive silverborstsvansarna tillhöra de äldsta och mest primitiva insekterna. De utvecklades senast under mellersta devon men kanske så tidigt som sen silur, mer än 400 miljoner år sedan. Vissa fossilerade gångar, så kallade Stiaria intermedia från paleozoikum som brukar tillskrivas hoppborstsvansar kan vara gjorda av fjällborstsvansar. Den äldsta faktiska fossila lämningen av en släkting till dagens silverbortsvansar är av arten Ramsdelepidon schusteri och dateras vara cirka 300 miljoner år gammal. Den är funnen i de nordamerikanska övre karbonlagren i Illinois.

### Släkten
I alfabetisk ordning enligt Catalouge of Life 2011:
- Acrotelsa
- Allacrotelsa
- Anallacrotelsa
- Ctenolepisma
- Heterolepisma
- Lepisma
- Leucolepisma
- Mirolepisma
- Prolepismina
- Stylifera
- Thermobia